# Eremophila georgei
Eremophila georgei är en flenörtsväxtart som beskrevs av Friedrich Ludwig Diels. Eremophila georgei ingår i släktet Eremophila och familjen flenörtsväxter. Inga underarter finns listade i Catalogue of Life.